# Kjelsås Fotball
Kjelsås Fotball är fotbollssektionen i sportklubben Kjelsås IL i Norge, med bas i Kjelsås/Grefsen i Norge. Laget har funnits sedan 1913.

## Klubbrekord
Publikrekord
- 3 295 mot Kongsvinger IL, 1998, playoffmatch till Tippeligaen.

Klubbens meriter
- Seriespel
  - Högsta serieplacering - 3:a i 1. divisjon, 1998.
  - Vinanre av 2. divisjon: 1997.
  - Tåva i 2. divisjon: 1982, 1990, 1992.
  - Vinnare av 3. divisjon: 1969, 1977, 1978, 1980.
- Cupspel
  - 4:e omgången två gånger: 1987 (stryk med 3-5 mot FK Bodø-Glimt), 1994 (stryk med 2-3 mot Molde FK).

### Fotnoter
1. ↑  Rolf Bryhn (14 februari 2009). ”Kjelsås Idrettslag” (på norska). Store norske leksikon. https://snl.no/Kjels%C3%A5s_Idrettslag. Läst 29 september 2017.